# Doña Antonia de Ipeñarrieta y Galdós et son fils don Luis
Doña Antonia de Ipeñarrieta y Galdós et son fils don Luis est une huile sur toile de Diego Vélasquez conservée au Musée du Prado de Madrid, où il est arrivé après un legs de la duchesse de Villahermosa en 1905, avec son pendant, le portrait de son second époux Don Diego del Corral y Arellano.

## Histoire
On ignore les circonstances de la commande et la date de l’exécution de la toile, mais la documentation évoque toujours une relation entre Antonia Ipeñarrieta et le peintre. Celle-ci paya 800 réals le 4 décembre 1624 seulement un an après l’arrivée de Velazquez à Madrid pour les portraits de Philippe IV d’Espagne (New-York), celui du Conte-Duc d’Olivares (Musée de l’art de São Paulo) et celui de son défunt époux Garci Pérez, perdu ou non identifié. En 1668 la toile est exposé au Palais de Narros à Zarautz (Guipuscoa). Elle est mentionnée dans l’inventaire des biens de Juan y Cristóbal del Corral e Ipeñarrieta, fils de la personne représentée, sous le titre « Madame doña Antonia de Ipeñarrieta et don Luis, son fils ».
Le cadre passa aux héritiers, les marquis de Narros, qui au milieu du XIXe siècle l’emportèrent à Madrid. En 1905, son propriétaire d’alors, María del Carmen de Aragón-Azlor, XVe duchesse de Villahermosa et nièce de septième rang du sujet du tableau en fit don au Musée du Prado avec son pendant, le portrait de son second époux Don Diego del Corral y Arellano.
En 1989, intégra l’exposition sur Velasquez accueillie par le Musée d’Art Contemporain de New-York

## Description
Le portrait représente doña Antonia et son fils aîné Luis, né en 1628, ce qui permet de situer réalisation de la toile entre 1631 et 1632. Cette date fut celle de la mort de Diego Corral dont le portrait fut peint à la même époque comme l’indiquent les similitudes caractéristiques, les matériaux utilisés et les impuretés dans les pigments.
L’étude technique du Musée du Prado écarte la possibilité que le portrait de l’enfant soit un ajout ultérieur – par contraste avec la virtuosité de la tête et du col – selon  des critiques comme José Camón Aznar, pour qui la « monotonie » du vêtement de la dame dénote une exécution antérieure à 1630 (peut-être par une tierce personne) et qui fut retouchée cette même année par le peintre. L’  « engourdissement » de l’enfant suggère également à Jonathan Brown  une participation de l’atelier de Velazquez, bien que la radiographie montre un repentir sur la position de la main avec la fleur, et la technique employée pour les fonds montre des ornementations à base de coups de pinceaux rapides, bref et supposés aux tonalités les plus obscures qui forment la base du vêtement. La technique du visage de l’enfant est la même que celle de ses parents.
Les radiographies révèlent de prénomux repentis tant sur le visage de la dame que sur l’enfant. Ce dernier est peint par endroits par-dessus sa mère comme c'est fréquent dans l’œuvre de Velázquez. La préparation blanche est plus claire dans les zones où se situe la tête. Une fois celle-ci peinte on note une fine ligne blanche de contour qui cherche à donner la sensation de relief. Le fond gris-terre fut peint après les personnages, avec une fine couche de pigments appliqués directement sur la base blanche gris-acier, en contournant les personnages avec une fine ligne blanche claire qui permet de faire ressortir les figures du fond. Cette technique est encore plus présente ici que dans le portrait de Diego. L’enfant est vêtu d’une tunique blanche à manches amples rayées de noir et d’or. Il tient à la main droite l’extrémité d’une écharpe de la même couleur. L’autre extrémité est tenue par la mère. Sur la jupe est recouverte d’une dentelle de soie translucide et d’une clochette accrochée à un ceinturon doré fin. Il porte à sa main gauche une rose. Doña Antonia est en noir tirant sur le vert sombre, avec des boutons et une chaîne dorés, d’un cou wallon rigide exécuté avec une économie de moyen notable. Sa main gauche est appuyée sur le montant d’un fauteuil observée en surplomb, avec un air de « pouvoir le faire » selon Julián Gállego. « Offrir la chaise » était au siècle d’or la démonstration d’un privilège, le droit de s’asseoir et dont doña Antonia jouit par sa position à la cour au service du prince Balthazar Charles.

### Personnages

#### Antonia de Ipeñarrieta
D’ascendance noble, doña Antonia de Ipeñarrieta naquit à Urretxu, Guipuscoa (Pays basque) où sa famille possède un grand château sur le piedmont du mont Irimo, . Ses parents sont Cristóbal et Antonia. Elle fut dame d’honneur d’Isabelle de Bourbon et servante du prince Balthazar Charles.
Elle se maria en premières noces avec García Pérez de Araciel, chevalier de l’Ordre de Santiago, professeur de droit l’université de Salamanque, et procureur du Conseil de Castille. Il mourut en 1624. Une fois veuve, elle épouse en secondes noces en 1627 à Madrid Diego del Corral y Arellano, professeur de droit dans la même université, procureur et conseil de la Hacienda de 1612 à 1622 et chevalier de l’ordre de Santiago (1622) et chevalier de la Chambre et Conseil de Castille en 1629.

#### Luis del Corral y Arellano
Troisième enfant d’Antonia et de son second mari, Diego del Corral, il naquit à Madrid et fut baptisé sous le nom de Luis Vicente. Il ne continua pas la tradition familiale de juriste au service de la monarchie, et vécut retiré de la cour. Il résida à Madrid et Baeza, avec une cousine de sang du côté de son père, et n’eut pas de succession.